# El Heraldo (Colômbia)
El Heraldo é um jornal regional colombiano com sede na cidade de Barranquilla, fundado em 1933 por Juan Fernández Ortega, Luis Eduardo Manotas Llinás e Alberto Pumarejo Vengoechea. O jornal tem circulação diária (190.000 exemplares) e é vendido a 1.200 pesos colombianos de segunda-feira a sábado e 2.000 pesos aos domingos. É o terceiro jornal de maior circulação na Colômbia, cobrindo principalmente a região norte da Colômbia e outras cidades do país.